# Млоціни (станція метро)
52°17′28″ пн. ш. 20°55′44″ сх. д. / 52.29111° пн. ш. 20.92889° сх. д.
Млоціни (пол. A-23 Młociny) — кінцева станція Першої лінії Варшавського метрополітену, яка була відкрита 25 жовтня 2008 року, у складі черги «Слодовець» — «Млоціни». Під час спорудження самої станції, на тому самому місці був також побудований великий транспортно-комунікаційний вузол з паркінгом і  зупинками автобуса і трамваю.

## Опис станції
Станція є кінцевою Першої лінії метро. Складається із підземної зали станції і двох надземних вестибулів. Платформи є береговими завширшки 4,5 м і завдовжки 120 м. Розташована на розі вулиць Каспровича і Ночницького. По краях платформ розташовані ескалатори та стаціонарні сходи. На станції заставлено тактильне покриття. 
Ділянка Слодовець —Млоціни побудована відкритим методом.
На південь розташовані оборотні тупики.
- Дата підписання контракту з генеральним підрядником — 14 червня 2006
- Дата завершення будівництва — серпень 2008 р.
- Дата введення в експлуатацію — 25 жовтня 2008
- Вартість будівництва станції та транспортного вузла - 296 947 986 злотих.

## Пересадки
- Автобуси: 103, 114, 150, 156, 184, 203, 210, 250, 409, 511, 712, 800, N01, N02, N41, N44, N46, N56, N58
- Трамваї: 2, 6, 11, 33

## Галерея

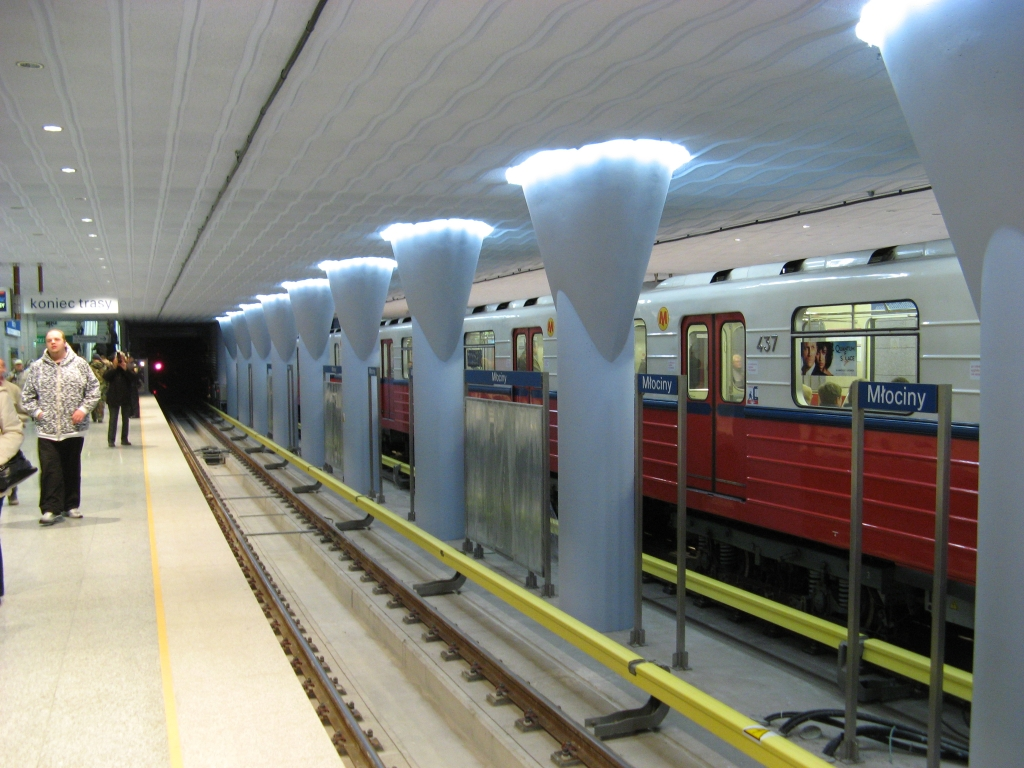
Платформа станції
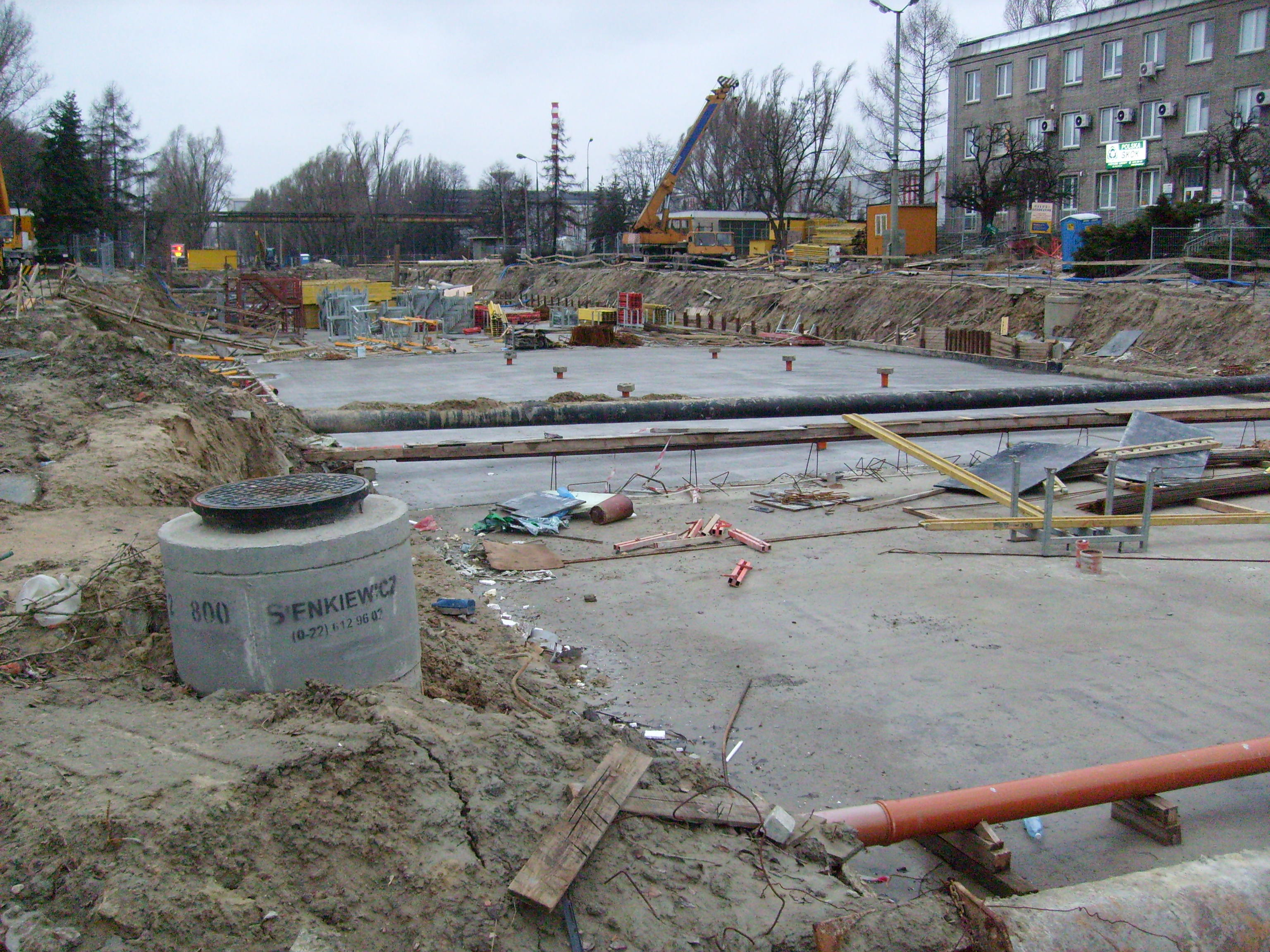
Будівництво станції